# Limburg United in het seizoen 2023/24
Het seizoen 2023/2024 was het 10e jaar in het bestaan van de Limburgse basketbalclub Limburg United (sponsornaam: Hubo Limburg United) sinds de oprichting in 2014.

## Verloop
De club kwam uit basketbalcompetitie van Nederland en België, de BNXT League. In april 2023 verlengde Clifford Hammonds zijn contract met een jaar. In juni 2023 verlieten Yannick Desiron (Brussels Basketball), Leander Dedroog (Belfius Mons-Hainaut) en Yannick Dammen (Kangoeroes Mechelen) Limburg. In juni tekende ook Thomas Van Ounsem bij Limburg en verlengde Myles Cale zijn contract. Eind juni 2023 tekende de Amerikaanse point guard Roman Penn voor een seizoen. In juli tekende de Amerikaanse center Osun Osunniyi, hij kwam net uit het Amerikaanse collegebasketbal.
Ze wonnen in maart 2024 de beker tegen Spirou Charleroi. Na het reguliere seizoen in de BNXT League werden ze derde. In de Elite Gold werden ze vijfde waardoor ze zich kwalificeerde voor de nationale play-offs. In de nationale play-offs verloren ze in de halve finales van Antwerp Giants. 

## Ploeg
Antwerp Giants ·
BAL ·
Union Mons-Hainaut ·
Den Helder Suns ·
Donar ·
Feyenoord ·
Heroes Den Bosch ·
Kangoeroes Basket Mechelen ·
Kortrijk Spurs ·
Landstede Hammers ·
Leuven Bears ·
Liège Basket ·
Limburg United ·
LWD Basket ·
Okapi Aalst ·
Oostende ·
Brussels Basketball ·
Spirou Charleroi ·
Yoast United ·
ZZ Leiden